# مربی مهدکودک (فیلم ۲۰۱۴)
مربی مهدکودک (عبری: הגננת‎) فیلمی در ژانر درام به کارگردانی نداو لاپید است.